# Who Needs Pictures
Who Needs Pictures è il primo album in studio del cantautore statunitense Brad Paisley, pubblicato il 18 maggio 1999.

## Tracce
1. Long Sermon – 3:18 (Brad Paisley, Tim Nichols)
2. Me Neither – 3:19 (Brad Paisley, Chris DuBois, Frank Rogers)
3. Who Needs Pictures – 3:45 (Brad Paisley, Chris DuBois, Frank Rogers)
4. Don't Breathe – 2:53 (Brad Paisley)
5. He Didn't Have to Be – 4:42 (Brad Paisley, Kelley Lovelace)
6. It Never Woulda Worked Out Anyway – 2:41 (Brad Paisley, Kelley Lovelace)
7. Holdin' on to You – 3:00 (Brad Paisley, Kelley Lovelace)
8. I've Been Better – 4:07 (Brad Paisley, Robert Arthur)
9. We Danced – 3:45 (Brad Paisley, Chris DuBois)
10. Sleepin' on the Foldout – 3:23 (Brad Paisley, Chris DuBois)
11. Cloud of Dust – 4:05 (Brad Paisley, Chris DuBois)
12. The Nervous Breakdown (Instrumental) – 3:29 (Brad Paisley, James Gregory, Mitch McMihen)
13. In the Garden – 4:30 (canzone tradizionale)

## Classifiche
| Classifica (2000) | Posizione massima |
| ----------------- | ----------------- |
| Stati Uniti       | 102               |